# Cristela Alonzo
Cristela Alonzo (Hidalgo, Texas, 6 de enero de 1979) es una actriz, comediante, escritora y productora estadounidense, reconocida por crear y protagonizar la serie de ABC Cristela. Es la primera mujer latina en crear, producir, escribir y protagonizar su propio programa de televisión en los Estados Unidos.
Alonzo pasó dos años viajando en un autobús realizando espectáculos humorísticos con el comediante estadounidense de origen hondureño Carlos Mencia y otros comediantes. Tras terminar la gira, pasó mucho tiempo en la calle haciendo espectáculos de comedia en la universidad, donde encontró mucho éxito. Creó un segmento de 30 minutos en el programa The Half Hour de Comedy Central el 7 de junio de 2013. Ha aparecido en Conan, The Late Late Show with Craig Ferguson, Gabriel Iglesias Presents Stand Up Revolution, Showtime, Last Comic Standing, The Late Show with Stephen Colbert y Live at Gotham.
En 2013 Alonzo creó su propio piloto de comedia semiautobiográfica para ABC. Escribió el piloto junto a Kevin Hench. El 26 de febrero de 2014 filmaron una presentación piloto en el escenario de Last Man Standing con gran parte del elenco de ese programa para ahorrar dinero. El piloto obtuvo una excelente respuesta de prueba de la audiencia, convirtiéndose finalmente en la serie de televisión Cristela.

## Filmografía

### Cine
- 2016: The Angry Birds Movie
- 2017: Cars 3

### Televisión
- 2022: Cars on the Road
- 2015: General Hospital
- 2014-2015: Cristela
- 2012: Ladies Room Diaries
- 2012: Hey It's Fluffy
- 2012: The Book Club
- 2011: Sons of Anarchy
- 2006: Mind of Mencia